# Гюстав Боел
Гюстав Боел (на френски: Gustave Boël) е белгийски предприемач и политик от Либералната партия.
Той е роден на 18 май 1837 година в Удан-Гоани, днес част от Лувиер, в селско семейство. Завършва техническо училище и постъпва на работа в леярните на Ернест Букео в Лувиер, където постепенно се издига до директор на предприятието. При смъртта си през 1880 година Букео, който няма наследници, му завещава предприятието. През следващите години Боел разширява дейността си, започва да произвежда стомана и купува дялове в други металургични, въгледобивни и стъкларски предприятия, сред които днешното „Ей Джи Си Флет Глас Юръп“, превръщайки се в един от водещите белгийски индустриалци. Поддръжник на либералите, той е кмет на Лувиер (1883) и сенатор (1883-1884 и 1892-1912).
Гюстав Боел умира на 31 март 1912 година в Синт Йост тен Ноде.